# 31. svibnja
31. svibnja (31. 5.) 151. je dan godine po gregorijanskom kalendaru (152. u prijestupnoj godini).
Do kraja godine ima još 214 dana.

## Događaji
- Dan grada Zagreba
- 2025. – Francuski nogometni klub Paris Saint-Germain po prvi puta u povijesti postao europskim prvakom svladavši s 5:0 talijanski Inter Milan u finalu UEFA Lige prvaka.[1]

| - 1773. – Ludwig Tieck, njemački književnik († 1853.) - 1775. – Ivan Krstitelj Birling, hrvatski pisac i prevoditelj († 1852.) - 1809. – Joseph Haydn, austrijski skladatelj - 1819. – Walt Whitman, američki pjesnik († 1892.) - 1848. – Vatroslav Kolander, hrvatski orguljaš i skladatelj († 1912.) - 1872. – Charles Greeley Abbot, američki astrofizičar († 1973.) - 1887. – Saint-John Perse, francuski pjesnik i diplomat († 1975.) - 1926. – John George Kemeny, američko - mađarski matematičar († 1992.) - 1946. – Werner Reiner Fassbinder, njemački glumac i redatelj († 1982.) - 1948. – John Bonham, engleski bubnjar - 1949. – Tom Berenger, američki glumac - 1965. – Brooke Shields, američka glumica i model - 1969. – Tony Cetinski, hrvatski pjevač - 1976. – Colin Farrell, irski glumac - 1979. – Tena Jeić Gajski, hrvatska glumica - 1981. – Marlies Schild, austrijska alpska skijašica - 1983. – Zana Marjanović, bosanskohercegovačka glumica - 1984. – Nate Robinson, američki košarkaš - 2001. – Iga Świątek, poljska tenisačica - 2003. – Benjamin Šeško, slovenski nogometaš | - 304. – Sveti Kancij, Kancijan i Kancijanila, starorimski sveci - 1705. – Štefan Puslabonić, hrvatski književnik (* 1651.) - 1740. – Fridrik Vilim I. (Pruska), pruski kralj, markgrof Brandenburga i izborni knez Svetog Rimskog Carstva (* 1688.) - 1832. – Évariste Galois, francuski matematičar (* 1811.) - 1854. – Vatroslav Lisinski, hrvatski skladatelj (* 1819.) - 1968. – Abel Bonnard, francuski književnik (* 1883.) - 1996. – Timothy Leary, američki pisac i psiholog (* 1920.) - 1972. – Branko Jelić, hrvatski domoljub (* 1905.) - 1999. – Willibald Hahn, austrijski nogometaš i nogometni trener (* 1910.) - 2019. – Đelo Jusić, hrvatski skladatelj (* 1939.) |

## Blagdani i spomendani
- Svjetski dan nepušenja
- Dan grada Zagreba
- Sveta Petronila, ranokršćanska svetica i mučenica te duhovna kćer apostola Petra

## Imendani
1. ↑  PSG deklasirao Inter i osvojio prvi naslov Lige prvaka!. Hrvatska radiotelevizija. Inačica izvorne stranice arhivirana 31. svibnja 2025. Pristupljeno 31. svibnja 2025.